# Eowyn (nome)
Eowyn è un nome proprio di persona femminile.

## Varianti
- Femminili: Éowyn[2]

## Origine e diffusione
Si tratta di un nome di tradizione letteraria, ispirato al personaggio di Éowyn, del romanzo di Tolkien Il Signore degli Anelli; Tolkien coniò il nome usando due vocaboli in inglese antico (sul quale è basata la lingua rohirric), eoh ("cavallo [da guerra]", "destriero") e wyn ("gioia", "estasi", "delizia", da cui anche Winston, Rowena e Selwyn). Il significato complessivo viene talvolta interpretato come "destriero gioioso" o "colei che trova gioia nei cavalli". Per significato è quindi affine al nome di origine greca Filippo.
Nei paesi anglofoni il nome è in uso dal tardo XX secolo: negli Stati Uniti, è stato dato a qualche centinaio di bambine sull'onda della fama del personaggio a partire dagli anni 2000, con crescente frequenza: tuttavia, al 2014 non era ancora entrato nella classifica dei 1000 nomi più usati. Il suo uso si registra anche in Svezia, come parte di quella gamma di nomi insoliti ed esotici adottati a partire circa dal terzo millennio.

## Onomastico
Non esistono sante o beate che portano questo nome, che quindi è adespota. L'onomastico può essere festeggiato in occasione di Ognissanti, il 1º novembre.